# Противотров
Противотрови (антидоти) су супстанце које спречавају или поништавају дејство отрова. Могу деловати на један одређен отров (специфичан противотров) или на више отрова (неспецифичан). Неки противотрови су истовремено и отрови, па се морају пажљиво користити.
Да би један противотров био ефикасан, мора деловати брзо и мора, сам по себи, бити довољно безопасан за употребу.

## Механизам деловања
Противотрови могу спречавати ресорпцију отрова, везивање отрова за рецептор, синтезу отрова из релативно неотровне супстанце (летална синтеза) или интераговати са отровима на неки други начин.

### Спречавање ресорпције
Метали граде нерастворна или слабо растворна једињења са хелирајућим агенсима (нпр. ЕДТА), па делују као противотрови једни другима. Такође алкалоиди и танини граде нерастворна једињења, која се не могу ресорбовати. Активни угаљ (Carbo medicinalis) адсорбује на својој површини велики број супстанци, па се користи као противотров широког спектра дејства.
За успешно лечење противотровима који спречавају ресорпцију отровима основни предуслов је брза реакција – једном када отров доспе у циркулацију, ови противотрови престају да буду ефикасни.

### Компетитивна инхибиција
Када се отров и противотров везују за исто место на рецептору, говори се о компетитивној инхибицији. У овом случају је од значаја и апсолутна доза противотрова (в. Закон о дејству маса). Примери противотрова који делују овим механизмом су:
- атропин (код тровања органофосфатима)
- налоксон и налтрексон (код предозирања морфином и другим опијатима)
- флумазенил (код предозирања бензодиазепинима)
- стрихнин (за барбитурате)

Противотрови који делују компетитивном инхибицијом ефикасни су и када је отров већ везан за рецептор. Штавише, примењени самостално (без отрова), ови противотрови могу бити токсични сами по себи (атропин, стрихнин) или изазвати физиолошке ефекте супротне отрову на којег делују (налоксон и налтрексон изазивају ефекте опијатне апстинентске кризе).
Етанол компетује за исти ензим као и метанол (алкохолна дехидрогеназа), и спречава оксидацију метанола у формалдехид који је токсичан по очни нерв, а тиме је спречена и оксидација до мравље киселине и ацидоза (која узрокује смрт код тровања метанолом).

### Некомпетитивна инхибиција
Ако се противотров веже за различит рецептор (или за друго место на истом рецептору) у односу на отров, и при томе спречава отров да произведе физиолошки ефекат или производи супротан физиолошки ефекат неутралишући дејство отрова, реч је о некомпетитивној инхибицији. Тако се глукагон веже за различит рецептор у односу на инсулин и оралне антидијабетике, а делује супротним механизмом (хипергликемијски). Код алергијске астме, главни изазивач бронхоспазма је хистамин, а у терапији се примењује адреналин који се везује за посебне рецепторе изазивајући бронходилатацију и прекид гушења. Пилокарпин се везује за друго место на рецептору у односу на атропин и некомпетитивно га инхибише.

### Хемијска инхибиција
Неки противотрови делују хемијски на отрове спречавајући њихово деловање. Код тровања метанолом се ацидоза спречава давањем натријум хидрогенкарбоната, код тровања киселинама се даје ижарени магнезијум оксид, а код тровања )ма слабе киселине. Код тровања тешким металима дају се хелирајућа средства (пенициламин, димеркапрол).

### Остали механизми
При тровању гликозидима дигиталиса дају се Fab фрагменти специфичних антитела. Код уједа отровних животиња даје се већ припремљен антисерум који садржи антитела специфична за дату отровну животињу. Код отрова који спречавају везивање кисеоника за хемоглобин (цијаниди, угљен-моноксид) се примењује чист кисеоник (који се онда раствара директно у крви, без потребе да се веже за хемоглобин). Ацетилцистеин као донор -SH група враћа антиоксидативни потенцијал јетри и спречава хепатотоксично дејство парацетамола.